# Bundesstraße 470
Die Bundesstraße 470 (Abkürzung: B 470) ist eine Bundesstraße in Nordbayern.
Sie verläuft von West nach Ost, von der Anschlussstelle Bad Windsheim (AS 107) der A 7 über Bad Windsheim durch das Aischtal, vorbei an Neustadt an der Aisch, Höchstadt an der Aisch und Adelsdorf. Von dort führt die Straße weiter nach Forchheim, durch das Wiesenttal in der Fränkischen Schweiz und durch die Oberpfalz bis nach Weiden, wo sie bei Weiden West (AS 23) in die A 93 mündet.

## Frühere Strecken und Bezeichnungen
Unter Camille de Tournon, dem 1806 bis 1810 von Napoleon eingesetzten französischen Intendanten (Verwaltungsdirektor) der eroberten Provinz Bayreuth, wurde die Aischtalstraße Windsheim–Neustadt–Uehlfeld als Chaussee neu ausgebaut. Der Streckenabschnitt von Reichelshofen bis zur A 7 bei Endsee wurde mit dem Bau der Autobahn zur Staatsstraße 2416 abgestuft.
In Reichelshofen mündete die B 470 in die B 25, die durch die A 7 ebenfalls ihre Bedeutung verlor und zur Staatsstraße 2419 abgestuft wurde.

## Veranstaltungen an der B 470
Alljährlich im September findet zwischen Forchheim und Sachsenmühle der Fränkische Schweiz-Marathon statt. Dazu wird dieser Streckenabschnitt für den öffentlichen Verkehr gesperrt.

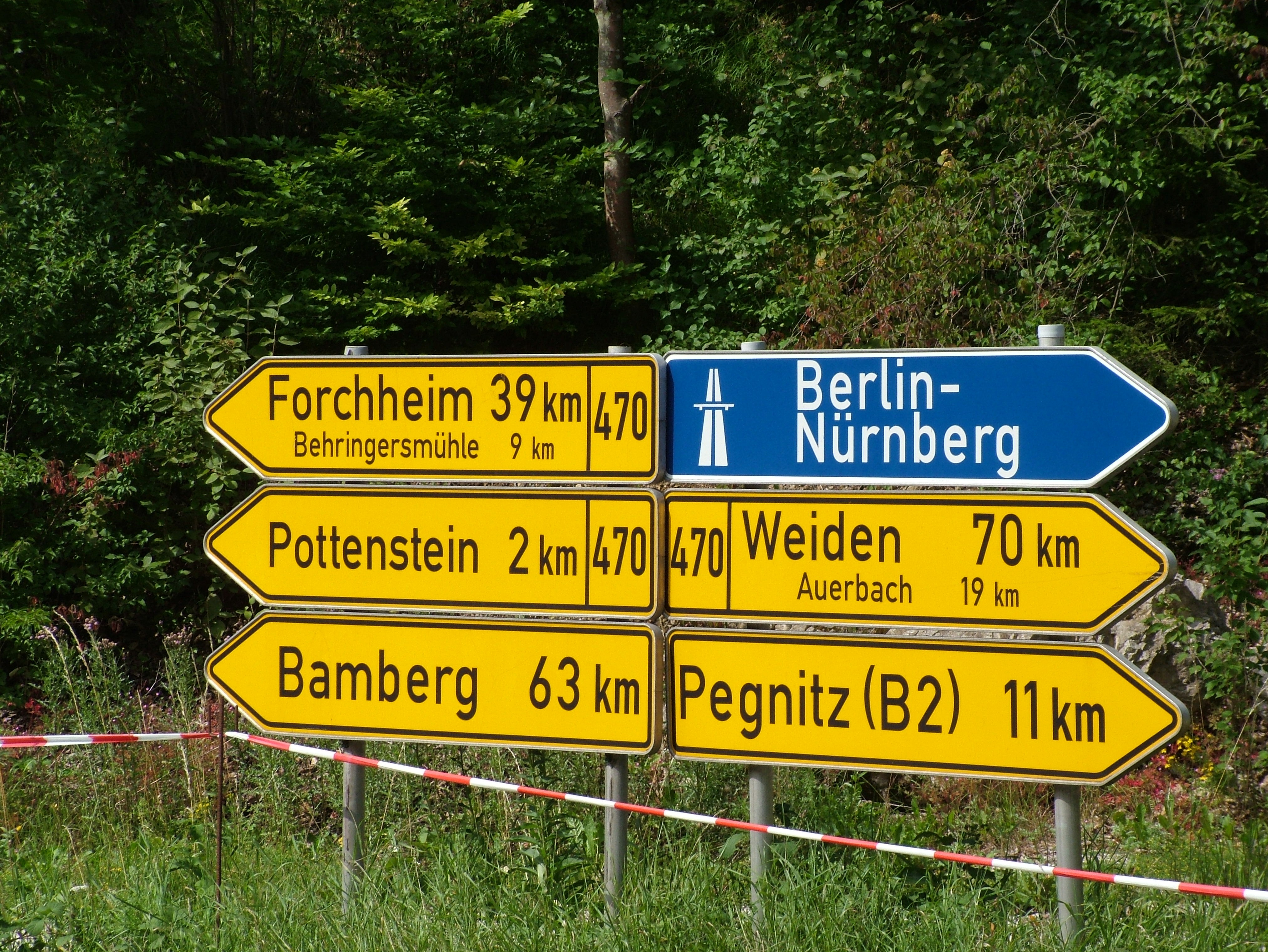
Schilder an der  B 470
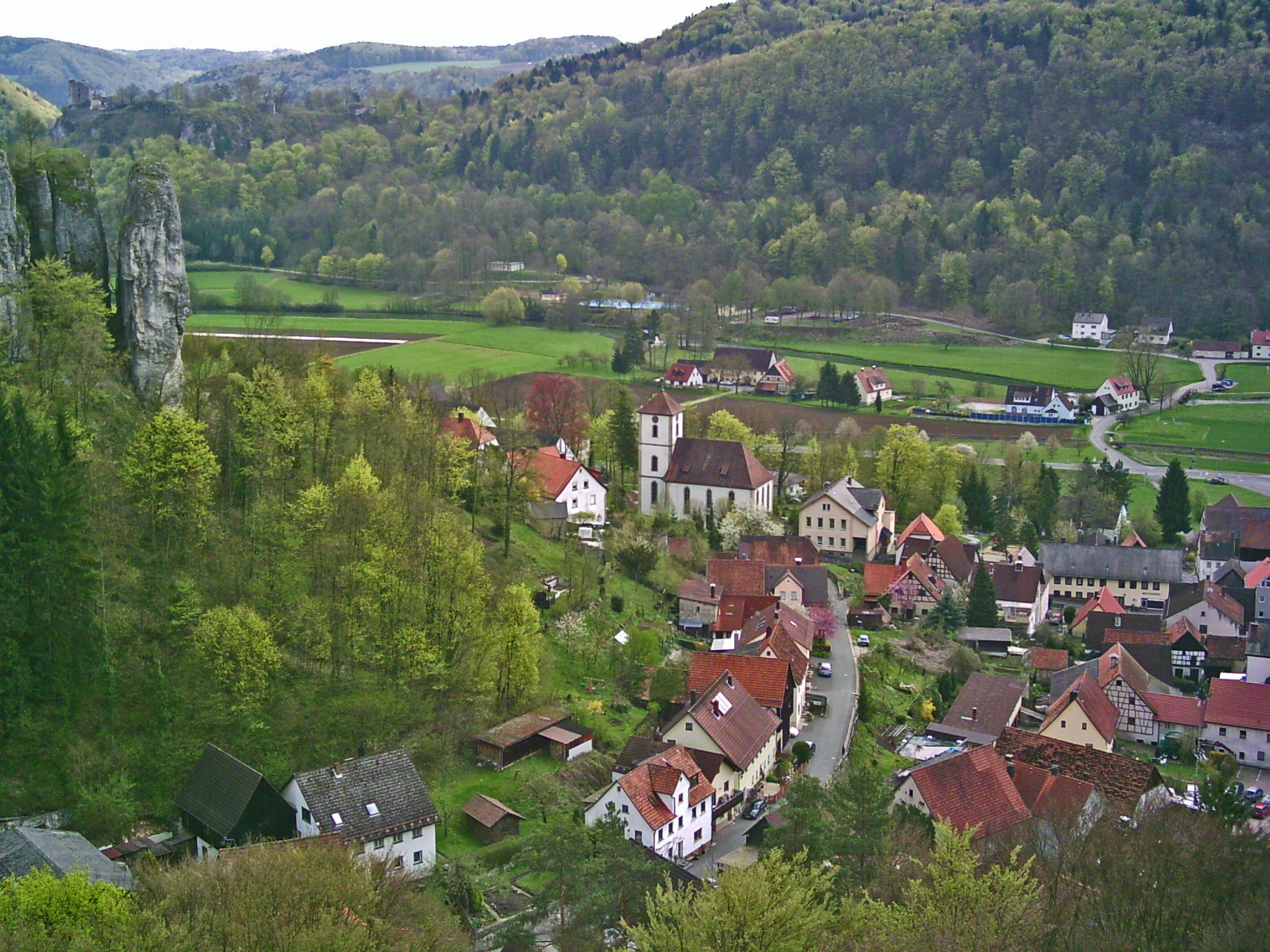
Streitberg im Wiesenttal
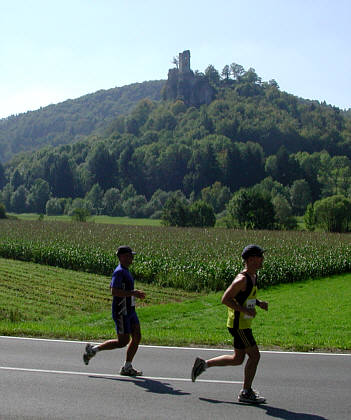
Die B 470 bei der Ruine Neideck